# Brayan Cortés
Pour les articles homonymes, voir Cortés.
Brayan Josué Cortés Fernández, également surnommé El Indio, né le 11 mars 1995 à Iquique, est un footballeur chilien qui joue comme Gardien de but pour le CA Peñarol, en prêt de Colo Colo.
Il est international avec l'équipe du Chili depuis 2018.

## Biographie

### Les débuts au Chili
Le 22 janvier 2020, il remporte la Coupe du Chili, en battant l'Universidad de Chile en finale. Brayan Cortés est titulaire lors de cette rencontre.

### Équipe du Chili
Avec les moins de 20 ans, il participe à la Coupe du monde des moins de 20 ans en 2013. Lors de ce mondial junior organisé en Turquie, il doit toutefois se contenter du banc des remplaçants. Le Chili s'incline en quart de finale face au Ghana après prolongation. Il dispute ensuite le championnat sud-américain des moins de 20 ans en 2015. Il doit à nouveau se contenter du banc des remplaçants.
Le 6 octobre 2017, il figure pour la première fois sur le banc des remplaçants de l'équipe nationale A, mais sans entrer en jeu, lors d'une rencontre face à l'Équateur. Ce match gagné 2-1 rentre dans le cadre des éliminatoires du mondial 2018. Il reçoit finalement sa première sélection en équipe du Chili le 17 octobre 2018, en amical contre le Mexique, où il joue l'intégralité de la rencontre (victoire 0-1).
L'année suivante, il participe à la Copa América organisée au Brésil. Lors de cette compétition, il reste sur le banc des remplaçants. Le Chili se classe quatrième du tournoi, en étant battu par l'Argentine lors de la "petite finale".

## Statistiques

### En sélection nationale
| Saison                | Sélection             | Phases finales        | Phases finales | Phases finales | Éliminatoires CDM | Éliminatoires CDM | Matchs amicaux | Matchs amicaux | Total | Total |
| Saison                | Sélection             | Compétition           | M              | B              | M                 | B                 | M              | B              | M     | B     |
| --------------------- | --------------------- | --------------------- | -------------- | -------------- | ----------------- | ----------------- | -------------- | -------------- | ----- | ----- |
| 2017-2018             | Chili                 |                       | -              | -              | 0                 | 0                 | 0              | 0              | 0     | 0     |
| 2018-2019             | Chili                 | Copa América 2019 4e  | 0              | 0              | -                 | -                 | 3              | 0              | 3     | 0     |
| 2019-2020             | Chili                 | -                     | -              | -              | -                 | -                 | 0              | 0              | 0     | 0     |
| 2020-2021             | Chili                 | Copa América 2021     | -              | -              | 1                 | 0                 | 0              | 0              | 1     | 0     |
| 2021-2022             | Chili                 | -                     | -              | -              | 3                 | 0                 | 0              | 0              | 3     | 0     |
| 2022-2023             | Chili                 | -                     | -              | -              | -                 | -                 | 3              | 0              | 3     | 0     |
| 2023-2024             | Chili                 | Copa América 2024     | 0              | 0              | 6                 | 0                 | 0              | 0              | 6     | 0     |
| 2024-2025             | Chili                 | -                     | -              | -              | 4                 | 0                 | -              | -              | 4     | 0     |
| Total sur la carrière | Total sur la carrière | Total sur la carrière | 0              | 0              | 14                | 0                 | 6              | 0              | 20    | 0     |

## Palmarès
- Vainqueur de la Coupe du Chili en 2019 avec Colo Colo